# Eletropositividade

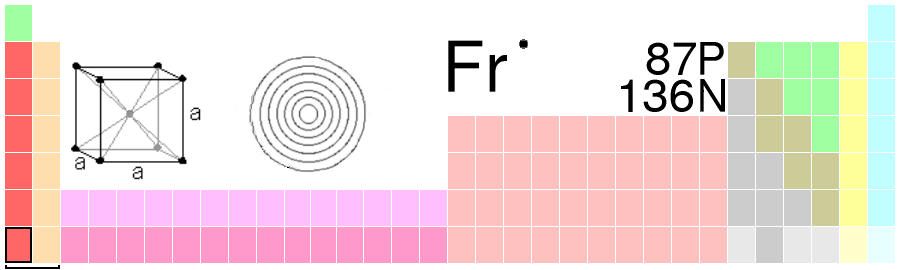
No detalhe, o átomo mais eletropositivo, o frâncio.

A eletropositividade, também denominada de caráter metálico, é uma propriedade periódica que relaciona a tendência de um átomo em perder elétrons. Opõe-se à eletronegatividade.
Os valores da eletropositividade são determinados quando os átomos estão combinados. Por isso, para os gases nobres, que em condições normais são inertes, não apresentam valor de eletropositividade.
A eletropositividade de um átomo está intimamente relacionada com o seu raio atômico. Assim:
- Quanto menor o raio atômico, maior a atração que o núcleo do átomo exerce sobre o elétron que vai adquirir, portanto menor a sua eletropositividade. Como consequência, esta propriedade tende a crescer na tabela periódica:

- Nos períodos: a eletropositividade cresce da direita para a esquerda,
- Nos grupos: a eletropositividade cresce de cima para baixo.[2]

Concluindo-se que o elemento mais eletropositivo da tabela é o frâncio, de número atômico 87.